# Bruno Heinemann (Offizier)
Bruno Heinemann (* 14. Dezember 1858 in Naumburg; † 24. Januar 1938 in München) war ein deutscher Offizier und politischer Funktionär (NSDAP). Heinemann erreichte zuletzt den Rang eines Generalleutnants und fungierte in der frühen NSDAP als Vorsitzender des Untersuchungs- und Schlichtungsausschusses der Parteileitung und als Reichsorganisationsleiter der Partei. Er ist nicht zu verwechseln mit dem Korvettenkapitän Bruno Heinemann (1880–1918), der während der Novemberrevolution von 1918 erschossen wurde und nach dem der 1936 vom Stapel gelaufene Zerstörer Z 8 Bruno Heinemann der Kriegsmarine benannt wurde.

## Leben und Tätigkeit
Um 1880 trat Heinemann in die bayerische Armee ein. Darin wurde er nacheinander zum Sekondelieutenant (3. Juni 1881), Premierlieutenant (14. Juli 1891), Hauptmann (10. Mai 1896), Major (28. Oktober 1904), Oberstleutnant (11. September 1907), Oberst (7. März 1910) und Generalmajor (23. Januar 1913) befördert. 1916 erhielt er den Charakter eines Generalleutnants.
1895 wurde Heinemann einem Eisenbahnbataillon zugeteilt. Im Jahr 1913 wurde er zum Inspekteur der Verkehrstruppen ernannt. Während des Ersten Weltkriegs amtierte Heinmann von 1914 bis 1916 zwei Jahre lang als stellvertretender Chef des bayerischen Ingenieurkorps. Vom 3. Juni 1918 bis 23. Juli 1919 bekleidete er dann den Posten des stellvertretenden Kommandanten der Festung Ingolstadt.
Zum 21. Februar 1922 trat Heinemann erstmals in die NSDAP ein (Mitgliedsnummer 4.957). Im November 1924 wurde er Vorsitzender des Ehrengerichts der Reichsführerschaft der Nationalsozialistischen Freiheitsbewegung (NSFB), einer Auffangpartei für die damals verbotene NSDAP, und zugleich Obmann der GVG- dann der NSDAP-Sektion Schwabing.
Nach der Neugründung der NSDAP im Frühjahr 1925 trat Heinemann zum 26. März 1925 erneut der Partei bei (Mitgliedsnummer 355). Vom 1. Dezember 1925 bis zum 27. November 1927 amtierte er als Vorsitzender des Untersuchungs- und Schlichtungsausschusses bei der Reichsleitung der Partei (Uschla-Reichsleitung) und war somit Vorsitzender des Obersten Parteigerichtes der NSDAP. Ab Juli 1926 fungierte Heinemann außerdem in Personalunion als Leiter der zu diesem Zeitpunkt eingerichteten Reichsorganisationsleitung (ROL) der Partei, und zwar bis zum Dezember 1927. 
Am 27. November 1927, nach anderen Angaben am 7. Dezember 1927, trat Heinemann vom Posten des Vorsitzenden des USchA-Reichsleitung nach Meinungsverschiedenheiten mit Hitler zurück. Sein Nachfolger als oberster Parteirichter der NSDAP wurde Walter Buch, der diesen Posten bis 1945 ausfüllen sollte. In einer Notiz im Völkischen Beobachter wurde Heinemanns Rücktritt in der Weise verschleiert, dass gemeldet wurde, dass er für die Dauer von sechs Monaten beurlaubt sei, während der Umstand, dass er nicht auf seinen Posten zurückkehren würde, verschwiegen wurde. Heinemanns Nachfolger als Reichsorganisationsleiter der Partei wurde derweil Gregor Strasser.
Anschließend lebte er bis zu seinem Tod 1938 unauffällig in München.

## Nachwirken
Heinemann ist, obschon er zeitweise einen der wichtigsten Funktionärsposten der NSDAP bekleidete, heute eine weitgehend vergessene Persönlichkeit, über die die historische Forschung nur sehr wenig weiß. In den aktenmäßigen Hinterlassenschaften der Partei hat sich nur wenig Material über seine Person erhalten. 
Auch in der Memoirenliteratur finden sich nur wenige Informationen über ihn. Ein Grund hierfür dürfte sein, dass die meisten in der Parteileitung der NSDAP der 1920er Jahre führenden Männer, die damals mit Heinemann zusammenarbeiteten (wie Hitler selbst, Philipp Bouhler, Gregor Strasser, Walther Buch, Alfred Rosenberg, Franz Xaver Schwarz, Johann Singer) in den 1930er und vor allem während und kurz nach dem Zweiten Weltkrieg zu Tode kamen, ohne Gelegenheit zu haben, Lebenserinnerungen zu verfassen. Der Oberbefehlshaber der SA während der Jahre 1926 bis 1930, Franz Pfeffer von Salomon, erinnerte sich immerhin in den 1960er Jahren an Heinemann als einen alten bayerischen „Büro-Offizier“ mit „bürgerlich-beamtischen“ Formen, der zwischen einem Postbeamten und einem Soldaten wenig Unterschied gesehen habe.

## Archivarische Überlieferung
Im Bayerischen Hauptstaatsarchiv hat sich eine Offizierspersonalakte zu Heinemann aus seiner Zeit in der bayerischen Armee erhalten (OP 16763).